# Mistrzostwa Polski w Badmintonie 2018
54. Mistrzostwa Polski w badmintonie odbyły się w Lubinie w dniach 1-4 lutego 2018 roku w Hali RCS przy SP nr 14.

## Medaliści mistrzostw
| Konkurencja:            | Złoto:                                                                              | Srebro:                                                                                     | Brąz: |
| gra pojedyncza mężczyzn | Michał Rogalski (UKS Hubal Białystok)                                               | Adrian Dziółko (UKS Hubal Białystok)                                                        | Rafał Hawel (-) Mateusz Świerczyński (UKS Orkan Przeźmierowo) |
| gra pojedyncza kobiet   | Kamila Augustyn (SKB Litpol-Malow Suwałki)                                          | Joanna Stanisz (ABRM Warszawa)                                                              | Wiktoria Dąbczyńska (MKS Orlicz Suchedniów) Olga Miksza (ABRM Warszawa)                                                                                                  |
| gra podwójna mężczyzn   | Adam Cwalina (SKB Litpol-Malow Suwałki) Miłosz Bochat (MLKS Solec Kujawski)         | Łukasz Moreń (SKB Litpol-Malow Suwałki) Wojciech Szkudlarczyk (UKS Hubal Białystok)         | Paweł Prądziński (KS Match Point Ślęza) Jan Rudziński (AZS AGH Kraków) Paweł Śmiłowski (UKS Hubal Białystok) Przemysław Szydłowski (LKS Technik Głubczyce)               |
| gra podwójna kobiet     | Agnieszka Wojtkowska (UKS Hubal Białystok) Aneta Wojtkowska (UKS Hubal Białystok)   | Wiktoria Dąbczyńska (MKS Orlicz Suchedniów) Aleksandra Goszczyńska (UKSB Milenium Warszawa) | Małgorzata Janiaczyk (-) Karolina Szubert (KS Chojnik Jelenia Góra) |
| gra mieszana            | Michał Łogosz (SKB Litpol-Malow Suwałki) Kamila Augustyn (SKB Litpol-Malow Suwałki) | Paweł Śmiłowski (UKS Hubal Białystok) Magdalena Świerczyńska (UKS Baranowo)                 | Adrian Dziółko (UKS Hubal Białystok) Agnieszka Wojtkowska (UKS Hubal Białystok) Przemysław Szydłowski (LKS Technik Głubczyce) Karolina Szubert (KS Chojnik Jelenia Góra) |